# Musiklaget
Musiklaget var ett svenskt skivbolag inom musikrörelsen som startades av Totte Tennman, Lasse Ermalm och Stefan Wermelin 1971 och var verksamt till 1982.
Bolaget hette från början Tibet-46, ett namn som John Holm kom med iden till, men bytte 1974 namn till Musiklaget. I slutet gav man även ut skivor på etiketten Slick. Den första utgåvan på bolaget var John Holms ”Svarte kungen” 1971, inspelad i Dieke-studion och var inte den version som kom med på Holms album Sordin.

## Artister i urval
- Ragnar Borgedahl
- Kjell Alinge & Janne Forssell
- Solen Skiner
- Bitch Boys
- John Holm
- Aston Reymers Rivaler
- Bättre Lyss
- Bröderna Lönn